# 広果天
広果天（こうかてん　梵：Vehapphalā）は、三界のうち、色界18天の下位から数えて第12番目の天。色界第四禅の第3番目の天。『地動経』は「果実天」に作る。『阿毘曇心論経』は「大果天」に作る。『華厳経』は「密果天」に作る。
『順正理論』は、「異生果中此最殊勝、故名広果」（凡夫が生まれ変わることのできる成果としては最高の天処であるため、広果天という。）と言う。
『雑阿毘曇心論』『彰所知論』は、この天での天部の身長が500由旬、寿命が500劫とする。
上部の無煩天と下部の福生天の間に位置する天。

## 無想天
薩婆多（説一切有部）・経部の2部の説では、広果天の中に無想天を摂含するという。上座部では広果天の上に無想天の一処を立てる。
この天に生れた者は、無想有情で、あらゆる心想（精神作用）がないので、無想天という、
『仏説立世阿毘曇論』は、寿命を1,000劫とする。